# Vitray
Vitray là một xã ở tỉnh Allier thuộc miền trung nước Pháp.